# Fredy Massamba
Pour les articles homonymes, voir Massamba.
Fredy Massamba (Masamba en kikongo), né le 4 octobre 1971 à Pointe-Noire (Congo-Brazzaville), est un auteur-compositeur-interprète congolais. Il s'illustre dans la soul, le hip-hop, le funk ainsi que dans les polyphonies africaines.

## Biographie
Fredy Massamba est né de parents congolais. C’est en écoutant la radio qu’il découvre la rumba congolaise dès son plus jeune âge. De son père lui vient son amour pour la musique. Sa maman chantait dans une chorale grégorienne. À l’âge de 14 ans, il intègre la chorale, où il commence à chanter et à jouer des percussions. En 1991, il intègre les Tambours de Brazza et commence une tournée mondiale. 
En 1997, il est contraint de quitter son pays à cause de la guerre qui éclata au Congo.

### Parcours
Déjà connu comme un des membres fondateurs des Tambours de Brazza et pour ses collaborations avec des artistes comme Zap Mama, Didier Awadi ou Manou Gallo, Fredy Massamba s'est imposé sur la scène musicale avec Ethnophony, un premier album en solo aux Kora Awards 2012 à Abidjan, dans la catégorie Meilleur artiste masculin Afrique centrale,.
Après une tournée internationale, il revient avec un nouveau projet Makasi, qui signifie la force en lingala. Un disque produit par Fred Hirschy, qui était déjà de la partie pour son précédent opus et mixé à New York par Russell Elevado (D'Angelo, Jay-Z, The Roots, Erykah Badu...) qui y apporte une touche afro-américaine. On y retrouve la participation d’artistes d'Afrique et d'Amérique tels que Tumi Molekane (Afrique du Sud), Muthoni The Drummer Queen (Kenya) et Chip-Fu (États-Unis).
Vivant au Canada, précisément à Montréal, il a participé à plusieurs scènes internationales telles que le PAN M 360, le 28 juillet 2023.
Le 18 août 2023, il lance la sortie officielle de son album « Transcestral » est un bijou composé de 12 titres sonore sans égal qui propose aux mélomanes d’une certaine musique une vraie sensation d’immersion dans le répertoire ancestral du Royaume Kongo, le nouvel album est disponible sur toutes les plateformes de téléchargement.

### Distinctions
- 2012 : Nommé aux Kora Awards 2012 à Abidjan pour le « Meilleur artiste masculin d’Afrique centrale ». Festival Moshito 2012 à Johannesbourg. Duo avec Ray Lema[10].

- 2010 : TOP10 des albums RFI.

### Tournées
- 2013 : Une tournée est prévue en Afrique, Europe, Inde et Amérique du Nord. Il participera au Festival Womad 2013 (UK).
- 2011 : Participation au Sauti Za Busara Festival à Zanzibar. Présence sur la compile African Grooves de Putumayo.
- 2005-2007 : Tournées Africaines (Afrique de l'Est, Centrale, du sud et l'océan Indien) et Européenne avec Didier Awadi.
- 2004-2005 : Tournée aux États-Unis, Australie et Nouvelle-Zélande, avec Zap MAMA.
- 2002-2003 : Tournée aux États-Unis avec les Tambours de Brazza (Houston, Philadelphia, Seattle, Tacoma et la Louisiane).
- 2000-2001 : Tournée Européenne et Asiatique (Hong-Kong, Macao, Taïwan, Japon, Allemagne, Belgique, Italie, Espagne et Suisse) et la Tunisie avec les Tambours de Brazza.
- 1998-1999 : Tournée Européenne, Couleur Café avec les Positifs Black Soul et une émission télévisée avec Youssou N'Dour à Bonn. Tournée dans les régions marocaines et CCF en Afrique de l'Ouest. Tournée avec Francis Lassus (batteur de Claude Nougaro) avec son groupe Élégante machine.
- 1996-1997 : Première tournée Européenne (Festival couleur café, Image of Africa, Roots festival Amsterdam, et Musique Métisse); tournée Afrique Centrale et Australe avec les Tambours de Brazza.

## Discographie

### Albums Studios
- 2010 : Ethnophony (Skinfama)
- 2013 : Makasi (Skinfama)[11]
- 2014 : Nzimbu (One Drop, Skinfama) (avec Ray Lema, Ballou Canta, Rodrigo Viana)
- 2023 : Trancestral (Hangaa Music)[12],[13]

### Singles
- 2010 : Zonza (Skinfama)
- 2010 : Ntoto (Skinfama)
- 2011 : Lobelanga (Skinfama)
- 2013 : Unity (Skinfama) (avec Tumi Molekane)
- 2013 : Mbemba (Skinfama) (avec El Djaby)
- 2014 : Nkembo (Skinfama)
- 2022 : Keriko (Hangaa Music)

## Vidéographie
- 2010 : Ntoto
- 2010 : Zonza
- 2011 : Lobelanga
- 2013 : Unity
- 2013 : Mbemba
- 2014 : Nkembo
- 2020 : Bidilu bio
- 2022 : Keriko